# Jones kezében a világ
A Jones kezében a világ (The World Jones Made) Philip K. Dick amerikai író 1956-ban megjelent tudományos-fantasztikus regénye, amely a prekogníció, az emberség és a politika fogalmait vizsgálja. Először az Ace Books adta ki az Ace Double D-150 egyik feleként, Margaret St. Clair Az ismeretlen ügynökével együtt.

## Történet
|  | Alább a cselekmény részletei következnek! |

2002-ben a Földön pusztító konfliktus dúlt, amely atomfegyverek bevetésével járt. Sok amerikai várost célba vettek, és elpusztítottak. A korábbi keleti és nyugati nagyhatalmak összeomlottak, a háború után létrejött a Szövetségi Világkormány (Szövko). Ebben a sajátos disztópiában a relativizmus, egy társadalmi és filozófiai elmélet jelent meg, mint az uralkodó politikai szemlélet. A relativizmus kimondta, hogy mindenki szabadon hihet, amit akar, mindaddig, amíg senki mást nem kényszerít ennek az elvnek a követésére. A relativizmus az ütköző ideológiák által kibontakozó háború pusztító hatása után vált törvényessé. A másként gondolkodók kényszermunkatáborokba kerültek. Ezt a szent alapelvet egy Floyd Jones nevű ember megkérdőjelezte, akinek a jövőre vonatkozó állításai helyesnek bizonyultak. Jones olyan prekognitív képességekkel rendelkezett, amelyek lehetővé tették a számára, hogy egy évet a jövőbe lásson.
A rendszer megengedte a drogok (például a heroin és a marihuána) legális fogyasztását, valamint élő szexműsorok nézését hermafrodita mutánsokkal. Egy humán csoportot szándékos génmanipulációnak vetettek alá, amely később lehetővé tette számukra a Vénuszon való letelepedést.
Megjelennek az óriási méretű lomhák, olyan földönkívüli lények, amelyekről kiderül, hogy egy spóraalapú vándorló idegen életforma egy-egy hatalmas ivarsejtjei. A Földre érkezve hamarosan elpusztulnak, de az emberek egy része így is vadászni kezd rájuk. Pusztulásuk miatt az emberi fajt megtorló intézkedésként valakik karanténba helyezik, áthatolhatatlan gyűrűt vonnak köré, így a földi űrhajók, csak néhány közeli csillagrendszerbe juthatnak el.
A Szövetségi Világkormány összeomlása és Jones világdiktátorrá válása némi hasonlóságot mutat a Weimari Köztársaság történelmi bukásával, és Hitler hatalomra jutásával Németországban. Jones azon képessége, hogy egy évre előre látja a jövőt, karizmatikus vezetővé teszi, akit követői tévedhetetlennek hisznek. Elfelejtik, hogy „csak” egy évre előre látja a jövőt, a később történtekre ugyanúgy vak, mint bárki más.
Jones egy évvel azelőtt előre látja saját meggyilkolását, hogy az megtörténik. Nemhogy meg sem próbálja elkerülni a halált, hanem egy testőrnek szánt golyó útjába ugrással segíti is a merénylet végrehajtását. Ez azonban azután történik csak meg, hogy ő és követői egy olyan kultuszt hoznak létre, amely megdönti a Szövkovot. Doug menekülni kényszerül a feleségével, Ninával és hároméves fiukkal egy mesterséges élőhelyre (Menedékre) a Vénuszon.
|  | Itt a vége a cselekmény részletezésének! |

## Szereplők
- Floyd Jones, mutáns jövőbelátó
- Doug Cussick, titkosrendőr
- Nina Longstren, Cussick felesége
- dr. Rafferty, kutató
- Pearson, az Állambiztonság vezetője

## Megjelenések

### Magyarul
- Jones kezében a világ; ford.: Pék Zoltán, Agave Könyvek, Bp., 2018 (192 oldal)[1]

## Adaptációk
2009 augusztusában Terry Gilliam megerősítette, hogy a regény filmadaptációját tervezi. A projektről azóta sem érkezett hír.

## Fordítás
- Ez a szócikk részben vagy egészben  a   The World Jones Made című angol Wikipédia-szócikk ezen változatának fordításán alapul.  Az eredeti cikk szerkesztőit annak laptörténete sorolja fel. Ez a jelzés csupán a megfogalmazás eredetét és a szerzői jogokat jelzi, nem szolgál a cikkben szereplő információk forrásmegjelöléseként.